# Michael Tomasello
Michael Tomasello (ur. 18 stycznia 1950 w Bartow) – amerykański psycholog rozwojowy, dyrektor Instytutu Antropologii Ewolucyjnej im. Maxa Plancka.
W latach 2002–2005 przewodniczył Międzynarodowemu Towarzystwu Badań nad Językiem Dzieci (IASCL).
Tomasello pracuje nad zidentyfikowaniem unikatowych procesów poznawczych i kulturowych, które odróżniają ludzi od ich najbliższych krewnych naczelnych, dużych małp. Bada społeczne rozpoznawanie u dużych małp w Centrum Badań nad Naczelnymi Wolfganga Köhlera w Lipsku. W swoich badaniach nad rozwojem skoncentrował się nad tym, jak dzieci ludzkie stają się członkami grup kulturowych, w ostatnich latach szczególnie badając ludzkie umiejętności i motywację do współdzielenia intencjonalności: wspólne zamiary, wspólną uwagę, motywy prospołeczne i normy społeczne.
Tomasello pracuje także nad nabywaniem języka przez dzieci jako istotnym aspektem procesu enkulturacji. W zakresie teorii lingwistycznej podpisuje się pod szkołą lingwistyki kognitywnej. Krytycznie odnosi się do gramatyki generatywnej Noama Chomsky’ego, odrzucając ideę immanentnej, uniwersalnej gramatyki, proponując zamiast tego teorię opartą na użyciu (niekiedy nazywaną społeczno-pragmatycznym podejściem do zagadnienia nabywania języka), w której to dzieci uczą się struktur językowych poprzez zamierzone odczytywanie i odkrywanie wzorców podczas dyskursywnych interakcji z innymi.
W 2000 otrzymał Pour le Mérite za Naukę i Sztukę W 2004 otrzymał nagrodę fundacji Fyssen, w maju 2006 – nagrodę Jean Nicod w Paryżu, a w roku 2007 został uhonorowany nagrodą Umysł i Mózg Uniwersytetu w Turynie. Książka Kulturowe źródła ludzkiego poznania została uhonorowana nagrodą im Williamsa Jamesa ufundowaną przez Amerykańskie Towarzystwo Psychologiczne.